# Benjamin Abbott
Benjamin Abbott (* 1732 in der Province of Pennsylvania; † 14. August 1796 in Salem, New Jersey) war ein US-amerikanischer methodistischer Prediger.

## Leben
Benjamin Abbott war ein Enkel von James Abbott, der sich vom englischen Somersetshire auf den Weg nach Amerika gemacht und in Long Island angesiedelt hatte, sowie der Sohn eines gleichnamigen Vaters, der eine Tochter von John  Burroughs, des Sheriffs von Hunterdon County, New Jersey, geheiratet hatte und danach als Plantagenbesitzer in der Province of Pennsylvania lebte. Noch im Kindesalter verlor Abbott seine Mutter, die an einem Nervenleiden laborierte, und nur eineinhalb Monate später starb auch sein Vater an den Pocken. Nach dem letzten Willen seines Vaters ging er bei einem Hutmacher in Philadelphia in die Lehre. In der Folge führte er aber seine Ausbildung in diesem Gewerbe nicht zu Ende, sondern arbeitete auf der Farm seines Bruders in New Jersey; als er dann einen Teil der Hinterlassenschaft seines Vaters bekam, mietete er sich mit diesem Geld selbst einen Bauernhof. Bereits in Philadelphia soll er sich der Alkoholsucht hingegeben, Vergnügungen wie dem Kartenspielen und dem Beobachten von Hahnenkämpfen gefrönt, sowie aufgrund seiner kräftigen Statur gerne Kämpfe auf Jahrmärkten ausgetragen haben, bisweilen auch mit der Obrigkeit in Konflikt geraten sein. Auch nachdem er eine der Presbyterianischen Kirche angehörige Frau geheiratet hatte, führte er sein zügelloses Leben noch eine Weile fort, war dabei aber ein liebevoller Ehemann und Vater sowie ein regelmäßiger Kirchgänger.
Nach dem Durchleben von heftigen seelischen Kämpfen, wobei er auch geträumt haben soll, in die Hölle zu kommen, schloss sich Abbott 1772 unter dem Einfluss der Predigten von Abraham Whitworth der Bischöflichen Methodistenkirche an. Auch seine Gattin und Kinder traten dieser Kirche bei. Er wurde daraufhin ein enthusiastischer, mit außergewöhnlicher Überzeugungskraft auftretender Erweckungsprediger, der zunächst er in seinem lokalen Umfeld wirkte, seine Zuhörer innerlich erschütterte und verschiedentlich erstaunliche Bekehrungen zustande brachte. Während der Amerikanischen Revolution waren die Methodisten der Illoyalität gegenüber den Unabhängigkeitsbestrebungen von Großbritannien verdächtig und Abbott sah sich mehrmals Attacken ausgesetzt; er konnte aber stets die ihn Bedrängenden – einmal sogar eine Gruppe von 100 Soldaten – durch seine Mahnreden von ihrem Angriffsplan abbringen. Ab 1789 betätigte er sich als Wanderprediger und wirkte in dieser Funktion nacheinander in verschiedenen Kirchenbezirken. 1790 erfolgte seine Weihe zum Diakon, 1793 zum `elder (Pastor); er wurde nun zur Betreuung einer Gemeinde in Maryland ausgesandt. Als Ergebnis seiner religiösen Aktivitäten trug er wesentlich zur Verbreitung des methodistischen Glaubens im südlichen New Jersey bei. Trotz seiner sich in seinen letzten Lebensjahren verschlechternden Gesundheit übte er seine pastoralen Pflichten bis zu seinem Tod aus. Er starb am 14. August 1796 im Alter von 64 Jahren in Salem, New Jersey, wo er auch seine letzte Ruhestätte fand.